# بيتر والاس (لاعب دوري الرغبي)
بيتر والاس (بالإنجليزية: Peter Wallace)‏ هو لاعب دوري الرغبي أسترالي، ولد في 16 أكتوبر 1985 في ملبورن في أستراليا.

## روابط خارجية
- بيتر والاس على موقع ItsRugby.co.uk (الإنجليزية)